# Сандра Діл
Емілі Сандра Діл (уроджена Дунаган, нар. 1 лютого 1942 — пом. 23 серпня 2022) — американська правозахисниця освіти та викладач мовних мистецтв у державній школі. Як дружина 82-го губернатора штату Джорджія, США, Натана Діла, вона була першою леді Джорджії з 2011 по 2019 рік.

## Освіта
Донька вчителів, Емілі Сандра Дунаган, виросла в Гейнсвіллі, штат Джорджія. Вона закінчила Коледж Джорджії та Державний університет. У 1963 році вона здобула ступінь бакалавра початкової освіти. У 1968 році здобула ступінь магістра початкової освіти.

## Кар'єра

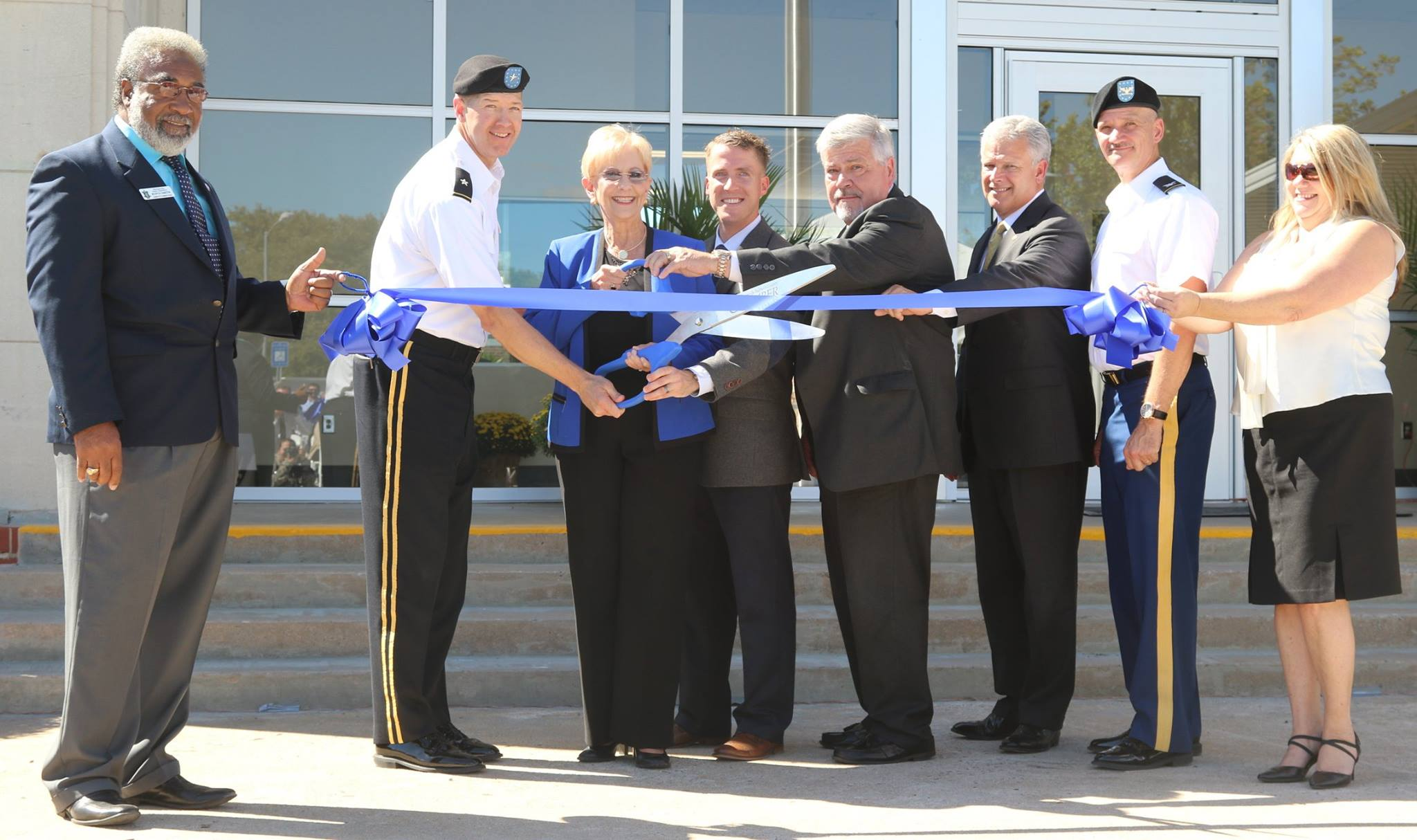
Першої леді Діл на урочистому відкритті у Мілледжвілі

Перш ніж стати першою леді Джорджії, Дунаган понад 15 років викладала мовне мистецтво в державних школах і вийшла на пенсію вчителем шостого класу середньої школи в окрузі Голл, штат Джорджія. Під час свого перебування на посаді першої леді Джорджії вона виступала за грамотність і освіту в усьому штаті, за що Асоціація мовників Джорджії присудила їй свою нагороду «Мешканка Джорджії року» у 2016 році.
У 2015 році вийшла її книга «Спогади про особняк: Історія особняка губернатора Джорджії». Примірники книги були подаровані кожній публічній бібліотеці штату Джорджія.
У 2016 році вона виступала як основний доповідач на літньому заході Коледжу Джорджії Гвіннетт.
У 2017 році Коледж Джорджії та Державний університет відкрив Центр раннього вивчення мови та грамотності Сандри Дунаган. Центр освіти, який фінансується державою, має на меті забезпечити професійний розвиток або навчання вчителів початкових класів для покращення мовних навичок та грамотності дітей Джорджії, забезпечуючи професійний розвиток на основі досліджень для організацій, які працюють з дітьми від народження до 8 років.

## Особисте життя
Дунаган вийшла заміж за Натана Діла в 1966 році. У пари народилося четверо дітей: Джейсон, Мері Емілі, Керрі та Кеті.
У січні 2018 року у Сандри Діл виявили рак грудей. У травні 2018 року вона пройшла променеву терапію. 23 серпня 2022 року вона померла у своєму будинку в Діморесті, штат Джорджія, у віці 80 років від раку грудей, який поширився на її мозок.